# Удар демона
«Уда́р де́мона» (англ. Demon Strike, кит. трад. 茅山道人, палл. Мао Шань дао жэнь) — гонконгский и тайваньский боевик 1979 года. В главных ролях Лён Каянь, Ева Линь, Хван Чжон Ри и Джейсон Бай.

## Сюжет
Во дворце происходит ограбление — исчезают слитки золота. Помимо них пропадает свиток, касающийся боевых искусств «мастерство Маошаня». Данное руководство на самом деле является собственностью банды нищих, которое когда-то было утеряно предыдущим главой банды. Узнав об этом, нынешний глава Цяо решает расследовать это дело и вернуть «мастерство Маошаня».
Князь Юй посылает своего подчинённого, главного констебля Бао Чжэнъи, найти и вернуть тайный свиток. Используя информацию, предоставленную стукачом, констебль со своими подручными приходят к Чжан У из магазина тофу, одному из членов банды грабителей, и получает имена остальных участников ограбления.
На пути преследования бандитов Бао Чжэнъи узнаёт от Лю Фэна, одного из грабителей, что весь инцидент был заговором, организованным князем. Благодаря помощи Цяо и дочери Чжан У констебль разбирается с князем и уничтожает «мастерство Маошаня».

## В ролях
| Актёр        | Роль                            |
| ------------ | ------------------------------- |
| Лён Каянь    | глава банды нищих Цяо           |
| Ева Линь     | дочь Чжан У                     |
| Хван Чжон Ри | князь Юй                        |
| Джейсон Бай  | Бао Чжэнъи                      |
| Чжан Фуцзянь | Лю Фэн                          |
| Чжоу Шаодун  | Сяо Дун, подручный Бао Чжэнъи   |
| Сюэ Хань     | Цзинь Бяо, подручный Бао Чжэнъи |
| Алан Чхёй    | Фань Куй, подчинённый князя Юя  |
| Ван Цишэн    | Чжан У                          |
| Чжу Кэжун    | Ху Бату                         |

## Отзывы
Билл Палмер, Карен Палмер и Рик Мейерс, оценившие фильм в 3 звезды из 4 возможных в книге The Encyclopedia of Martial Arts Movies, пишут, что несмотря на использование тросов, демонстрация боевых искусств в фильме хороша.